# Moche (Trujillo)
Moche ist eine Küstenstadt an der Pazifikküste von Nordwest-Peru. Die Einwohnerzahl betrug beim Zensus 2017 20.549. 10 Jahre zuvor lag die Einwohnerzahl bei 16.000. Die Stadt ist Verwaltungssitz des gleichnamigen Distrikts.
Moche liegt 7 Kilometer südöstlich vom Stadtzentrum von Trujillo. Der Fluss Río Moche mündet knapp 3 Kilometer weiter westlich ins Meer. Die Nationalstraße 1N (Panamericana) führt an der Stadt vorbei. In der Nähe befinden sich die archäologischen Fundstätten Huaca del Sol („Sonnen-Tempel“) und Huaca de la Luna („Mond-Tempel“).